# Папајенга (Дијамбанга)
Папајенга (Дијамбанга) насеље је у департману Биланга у покрајини Нана на истоку Буркине Фасо. Село броји 848 становника.